# Teupin Gapeuh
Teupin Gapeuh is een bestuurslaag in het regentschap Aceh Utara van de provincie Atjeh, Indonesië. Teupin Gapeuh telt 595 inwoners (volkstelling 2010).